# Foltos úton (album)
A Foltos úton a Megasztár 5-ből megismert énekesnő, Szíj Melinda első albuma.
A lemezen megtalálható címadó dalt maga az énekesnő írta, illetve az általa kedvelt és tisztelt hazai előadók dalaiból készült válogatás került a lemezre. A magyar számok mellett Barbra Streisand dalaiból is válogatott, néhány dalhoz saját maga írt magyar szöveget. Az album borítója Szíj Melinda válogatott verseit is tartalmazza.

## Az album dalai
1. Én szeretlek
2. Hol van megírva?
3. Őszintén akarok élni
4. Valahol
5. Kergesd el a felhőt a házamról
6. I've Dreamed of You
7. Nagyon kell, hogy szeress engem
8. Örökzöld
9. Az első villamos
10. Kevés voltam neked - (duett Balázs Fecóval)
11. Hulló falevelek
12. Emlék
13. Foltos úton